# Воссоединённое Королевство Гондора и Арнора
Воссоединённое Короле́вство Го́ндора и А́рнора — в легендариуме Дж. Р. Р. Толкина — новое королевство, образованное на территориях древних Арнора и Гондора после падения Саурона и завершения Войны Кольца.

## История основания
Арагорн, ставший королём Гондора по итогам Войны Кольца, являлся по рождению прямым наследником королей Арнора и он взошёл на трон как король Арнора и Гондора, повторно объединив оба этих государства, политически разделённые после гибели Арнора уже около тысячи лет.
Одержав победу в Войне Кольца, Арагорн принял династическое имя Элессар и вскоре начал восстанавливать северное королевство Арнор. Таким образом, Воссоединённое Королевство по-прежнему делилось на две части, но теперь они управлялись одной царствующей династией.
За время правления Арагорна Воссоединённое Королевство существенно раздвинуло свои границы и стало включать все территории, которые когда-либо принадлежали древним Арнору и Гондору в период их расцвета, исключая независимый Рохан.

## Новейшая история
В течение 1-го столетия Четвёртой Эпохи войска Воссоединённого Королевства под командованием Элессара провели ряд успешных кампаний на юге и востоке. Была возвращена южная часть Гондора (известная как Харондор), вновь установлено господство над Диким Краем на востоке до внутреннего моря Рун, а также были побеждены умбарские пираты, нападавшие на Гондор на протяжении долгого времени, в том числе в течение Войны Кольца.
Умбар первоначально был нуменорским портом и важным опорным пунктом Гондора на юге, но в Третью Эпоху перешёл под власть приспешников Саурона. Элессар отвоевал город, и Воссоединённое Королевство протянулось на юг по побережью от устья реки Андуин к портам Умбара.
Арагорн также вступил в союз с Королевством Бардингов и Подгорным королевством Эребор — эти государства были самостоятельными и имели своих правителей.
На востоке Гондора было образовано Княжество Итилиэн, первым правителем которого стал Фарамир, первый наместник короля Воссоединенного королевства. Его резиденцией стал замок на холмах Эмин Арнена, а крепость Минас Моргул была разрушена. На севере края было создано небольшое вассальное княжество эльфов во главе с Леголасом.
На севере Арагорн также восстановил старые города Арнора — Аннуминас и Форност Эрайн, в Аннуминасе была северная столица. Эриадор активно заселялся людьми, но Шир объявлен землёй под покровительством королевства, где запрещалось селиться людям.

## Короли Воссоединённого Королевства
- Элессар (3019 Т. Э.  — 120 Ч. Э. )
- Эльдарион (120 Ч. Э.  — 220 Ч. Э. )